# L'Épinay-le-Comte

L'Épinay-le-Comte este o comună în departamentul Orne, Franța. În 1 ianuarie 2018 avea o populație de 167 de locuitori.